# Jan Józef Baranowski
Jan Józef Baranowski (ur. 7 września 1805 w Śmiłowiczach, zm. 30 marca 1888 w Londynie) – polski ekonomista i finansista, szlachcic, językoznawca, inżynier oraz wynalazca z grona Wielkiej Emigracji. Był autorem wynalazków z dziedziny kolejnictwa, łączności, rachunkowości oraz maszyn liczących, w tym m.in. semafora, kasownika do biletów i gazomierza.

## Życiorys
Jan Józef Baranowski urodził się w Śmiłowiczach w ówczesnym powiecie ihumeńskim na Mińszczyźnie ze związku polskiego szlachcica herbu Grzymała Marcina Baranowskiego z Maryanną z Szalkiewiczów.
Edukację rozpoczął w konwikcie szlacheckim prowadzonym przez księży misjonarzy z klasztoru w Śmiłowiczach, a kontynuował w gimnazjum klasycznym w Mińsku. W latach 1821–1825 studiował na wydziale matematyczno-fizycznym Uniwersytetu Wileńskiego, a w latach 1825–1828 na wydziale prawnym tej uczelni, uzyskując stopień kandydata. Zaraz po skończonych studiach został zatrudniony w biurze korespondencji zagranicznej Banku Polskiego.
Uczestniczył jako ochotnik w powstaniu listopadowym. Początkowo służył w korpusie Gidów, a potem w 5. pułku ułanów. Oddział, w którym walczył wchodził w skład sił generała Girolama Ramorina i pod koniec powstania wycofał się do Austrii, gdzie został internowany.
Od 1832 roku Baranowski przebywał na emigracji we Francji – w Gray, Lyonie i Chalon-sur-Saône, gdzie pracował jako bankowiec oraz handlowiec w domach towarowych. W 1837 roku przeniósł się do Paryża, podejmując pracę kasjera w banku Jelski, Dussard et Compagne. W latach 1843–1848 pracował na stanowisku inspektora rachuby kolei Paryż–Rouen–Hawr. Opracowany przez niego na potrzeby tej spółki system buchalterii został wysoko oceniony i wdrożony również przez inne francuskie towarzystwa kolejowe. Po 1848 roku zrezygnował z pracy i poświęcił się całkowicie działalności wynalazczej.
W 1871 roku, po zakończeniu wojny francusko-pruskiej, Francja została zobowiązana do zapłaty wysokiej kontrybucji. Baranowski przedstawił władzom plan pożyczki rządowej, który to umożliwił. Za swoją propozycję nie otrzymał żadnej nagrody, co spowodowało, że zniechęcił się do Francji i w 1872 roku wyjechał do Londynu. Podjął tam pracę pomocnika sekretarza Towarzystwa Literackiego Przyjaciół Polski (związanego z obozem Hôtel Lambert) i zajął się m.in. opracowywaniem słowników. Był poliglotą znającym oprócz języka polskiego także język niemiecki, francuski oraz angielski. W 1880 roku opracował m.in. The Student’s Anglo-Polish Grammar podręcznik do nauki języka polskiego dla Anglików.

## Wynalazki

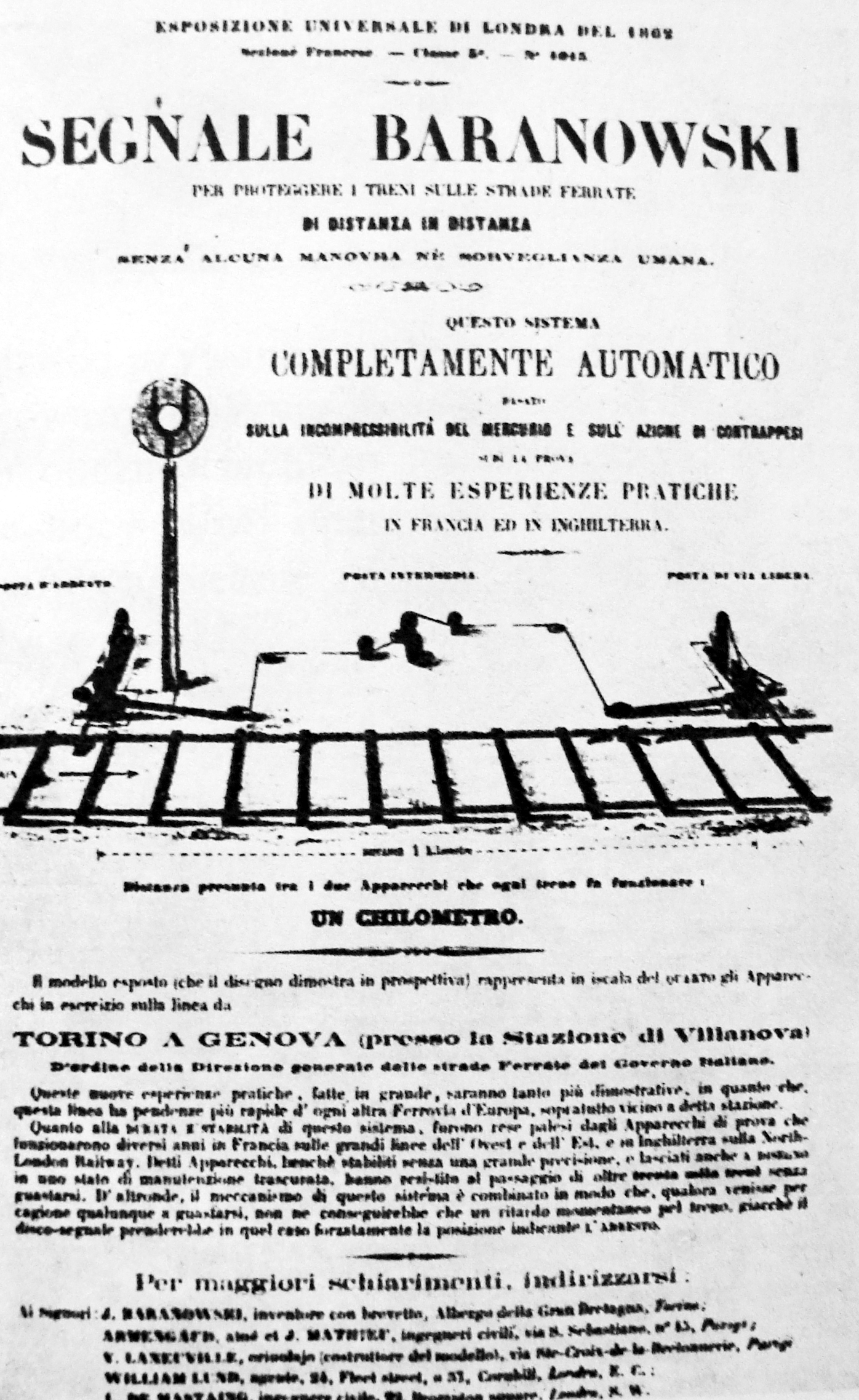
Automatyczny system sygnalizacji kolejowej – Semafor wymyślony przez Baranowskiego w 1857 roku

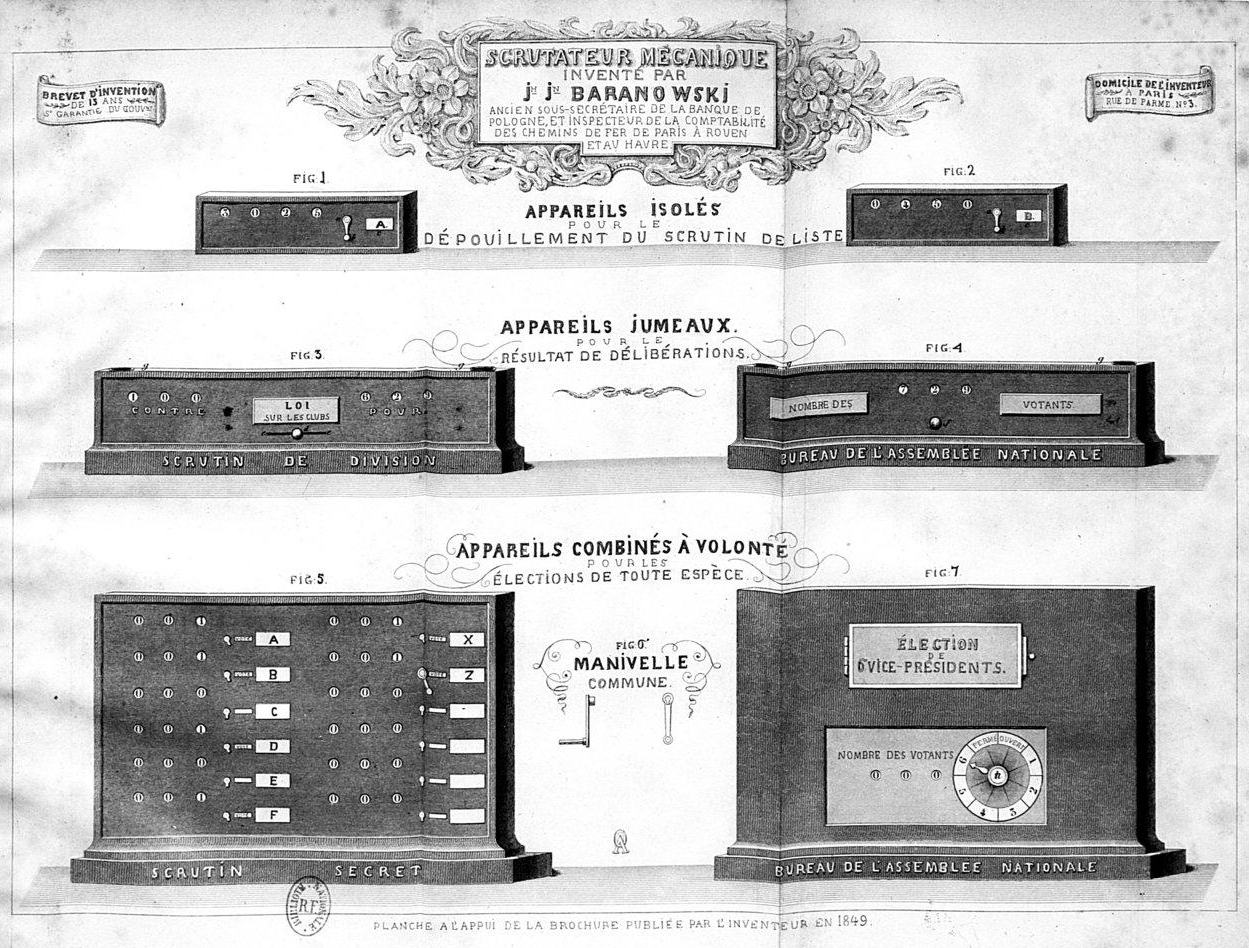
Maszyna do obliczania głosów oddanych w wyborach wynaleziona w 1848 roku przez Jana Baranowskiego

Był autorem wielu wynalazków technicznych, z których 17 zostało opatentowanych we Francji. Do jego wynalazków należą:
- gazomierz,
- ręczny kasownik do biletów – zasada działania oraz budowa urządzenia zbliżona była do tych używanych obecnie, za ten wynalazek Baranowski otrzymał w 1849 roku na Wystawie Krajowej w Paryżu medal ministra robót publicznych Francji oraz medal francuskiego Towarzystwa Zachęty do Wynalazczości,
- maszyna do druku oraz kontroli biletów – umożliwiająca druk biletów w tempie 5 tys. na godzinę. Została nagrodzona w 1851 roku na Wystawie Powszechnej w Londynie,
- Semafor, czyli automatyczny system sygnalizacji kolejowej – wynalazek Baranowskiego z 1857 roku został po raz pierwszy praktycznie zastosowany na linii Paryż-Rouen, a w listopadzie tego roku na linii Paryż-St Germain[6]. System Baranowskiego został wprowadzony również rok później we Włoszech na linii kolejowej Genua-Turyn oraz po unowocześnieniu na linii Paryż-Bruksela. Zaprezentowano go w 1862 roku na Wystawie Światowej w Londynie[3] i był później stosowany także w Anglii.
- maszyna księgowa służąca do kontroli rachunków (ang. tax machine) – w 1849 roku na wystawie narodowej w Paryżu wynalazca otrzymał za ten wynalazek medal od francuskiego Towarzystwa Zachęty do Wynalazczości,
- urządzenie do kopiowania listów,
- maszyna do głosowania wynaleziona w 1848 roku, opatentowana rok później[7], służąca do zliczania głosów[3][6][4].

## Publikacje
Jan Józef Baranowski publikował w języku angielskim, francuskim oraz polskim. Poruszał w nich sprawy wynalazczości oraz tematy językowe:
- Taxe-machine (1848)[8],
- Application de la taxe machine (1849)[9]
- Nouveau système de voter au moyen d’un appareil dit: Scrutateur Mécanique (1849)[10]
- Projet de Statuts pour la formation d’une Societé anonyme sous le titre de Caisse Générale de France (1854)[11]
- Taxe machine applicable à toutes les opérations de calcul, inventée par Jean-Joseph Baranowski (1855)[12],
- Notice sur les signaux Baranowski (1959)[13],
- Signal Baranowski (1859)[14],
- Nouveaux systèmes des signaux-disques sans contre-poids et des lanternes sans poulies ni chaines (1864)[15],
- Simple System for Checking the Passengers’ Fares in Omnibuses Or Tramways (1877)[16],
- Vademecum de la langue française (1879)[17],
- The Student’s Anglo-Polish Grammar (1880)[6]
- Anglo-Polish Lexicon (1884)[18],
- Wyjątek z ogólnej listy wynalazków mechanicznych (1886)[19].

Pod koniec życia udokumentował swoje wynalazki oraz opublikował swój życiorys w języku francuskim oraz angielskim.

## Upamiętnienie
Wynalazcę upamiętniła Poczta Polska na znaczku pocztowym o nominale 3 zł.